# Sterreschans (buurtschap)
Sterreschans is een buurtschap in de Nederlandse gemeente Lingewaard, gelegen in de provincie Gelderland. 
De buurtschap ligt in het uiterste oosten van de gemeente aan het Pannerdensch Kanaal.  Ze ligt op de plek van het voormalig Fort Sterreschans, waarvan de contouren nog gedeeltelijk zichtbaar zijn in het landschap. Sterreschans heeft een verbinding per veerpont met het dorp Pannerden. Het ligt vlak bij het Fort Pannerden en het dorp Doornenburg.

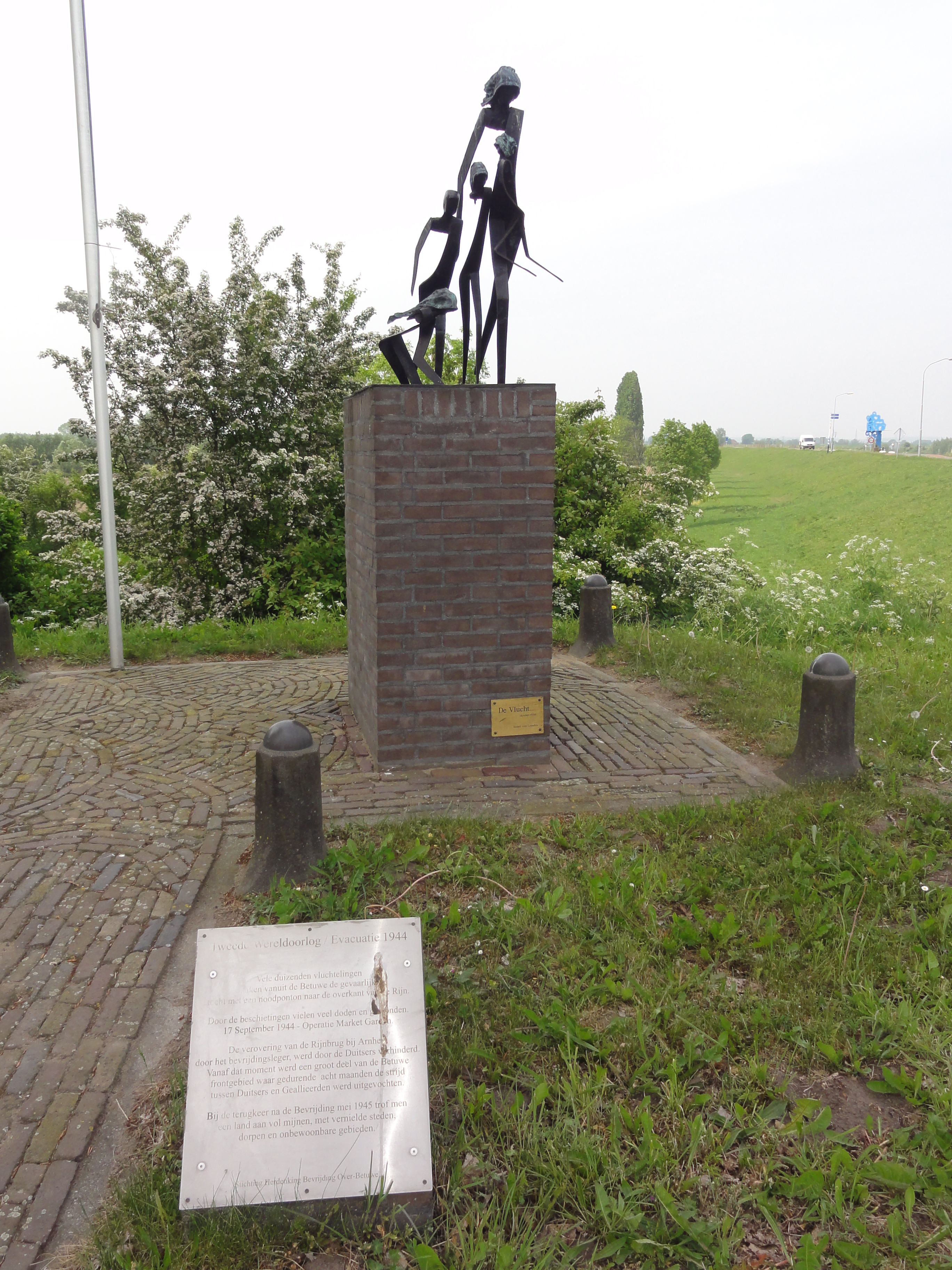
oorlogsmonument De Vlucht

In 2001 werd het monument De Vlucht in Sterreschans geplaatst, ter herinnering aan inwoners vanuit de Over-Betuwe die in 1944 met een noodponton de Rijn overstaken. Het monument werd gemaakt door Renée van Leusden.
Dorpen: Angeren · Bemmel · Doornenburg ·  Gendt · Haalderen · Huissen · Ressen

Buurtschappen: Baal · Bergerden · Boerenhoek · Doornik · Flieren · Hoeve · Honderdmorgen · Hulhuizen · Kapel · Klein Baal · Kommerdijk · Looveer · De Pas (Bemmel) · De Pas (Doornenburg) · Sterreschans · Vossenpels (deels) · Het Zand · Zandheuvel · Zandvoort